# Vlag van Serooskerke (Schouwen-Duiveland)

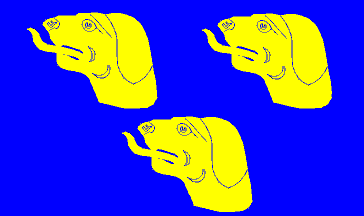
Vlag van Serooskerke

De vlag van Serooskerke is de dorpsvlag van het Nederlandse dorp Serooskerke, die hetzelfde beeld toont als het gemeentewapen: drie gouden hondenkoppen op een blauw veld.
De vlag is ontworpen door een Zierikzeeër.

## Verwante afbeeldingen

Wapen van Serooskerke (Schouwen-Duiveland)
Wapen van Serooskerke (Veere)

Boschkapelle
· Cadzand
· Clinge
· Eede
· Graauw en Langendam
· Haamstede
· 's-Heer Arendskerke
· 's-Heerenhoek
· Heille
· Heinkenszand
· Hengstdijk
· Hoedekenskerke
· Hoek
· Hoofdplaat
· Koewacht
· Kwadendamme
· Nieuwerkerk
· Nieuwvliet
· Ossenisse
· Ouwerkerk
· Overslag
· Philippine
· Retranchement
· Rilland
· Scharendijke
· Serooskerke (Schouwen-Duiveland)
· Serooskerke (Veere)
· Sint Anna ter Muiden
· Sint-Annaland
· Sint Kruis
· Sirjansland
· Stoppeldijk
· Yerseke